# Greville Bay
Greville Bay – zatoka (ang. bay) kanału morskiego Minas Channel w kanadyjskiej prowincji Nowa Szkocja, w hrabstwie Cumberland; nazwa urzędowo zatwierdzona 6 października 1944.